# El diari de Zlata
El diari de Zlata és un llibre que relata les vivències de Zlata Filipović, una nena de Sarajevo (Bòsnia i Hercegovina), durant la Guerra de Bòsnia. La seva autora ha estat anomenada a vegades l'"Anne Frank de Sarajevo", i el seu testimoni ha estat considerat una obra pedagògica contra la violència.
L'estiu de 1992 Zlata va ingressar en una escola provisional per als nens del seu barri. Llavors l'UNICEF buscava nens que haguessin escrit un diari de guerra. A través de la seva nova escola, El diari de Zlata va ser seleccionat per ser publicat al juliol de 1993. D'entre l'allau d'ofertes d'editors de tot el món, la família Filipović va acabar arribant a un acord amb Robert Laffont, una editorial parisenca. Amb l'ajuda de l'editorial i amb la complicitat del Govern francès i la presència de l'ONU a Bòsnia, a l'hivern de 1993 Zlata, Malik i Alice van poder fugir de la seva Sarajevo natal amb destinació a París. En els anys que han transcorregut des d'aquella escapada, Zlata ha estat reconeguda a tot el món com a defensora de la tolerància i de la pau. El seu diari ha estat traduït a més de trenta idiomes i ella ha viatjat a dotzenes de països per parlar de les seves experiències, del que ella anomena l'essència de les seves experiències compartides amb tots els nens i joves que es van quedar a Sarajevo. S'ha llicenciat a la Universitat d'Oxford i té un màster en Estudis de Pau Internacional del Trinity College de Dublín.